# 5841 Stone
5841 Stone (1982 ST) là một tiểu hành tinh vành đai chính được phát hiện ngày 19 tháng 9 năm 1982 bởi E. F. Helin ở Palomar.